# ویلارد سولسبوری (سینیور)
ویلارد سولسبوری، سینیور (به انگلیسی: Willard Saulsbury, Sr.) سناتور سابق عضو حزب دموکرات ایالات متحده آمریکا بود. وی در سال ۱۸۵۹ تا ۱۸۷۱ میلادی سناتور ایالت دلاویر در سنای ایالات متحده آمریکا بود.